# Инцидент с Boeing 747 в Лиме
Инцидент с Boeing 747 в Лиме — авиационное происшествие, произошедшее 14 февраля 1992 года. На борту авиалайнера Boeing 747-287B авиакомпании Aerolíneas Argentinas, выполнявшего плановый рейс AR386 по маршруту Буэнос-Айрес—Лима—Лос-Анджелес (в самой авиакомпании этот рейс называют Полёт на День святого Валентина), произошло массовое заражение холерой; всего из 356 человек на борту самолёта (336 пассажиров и 20 членов экипажа) пострадали 75, ещё 1 умер.
Расследование установило, что в ходе промежуточной остановки в Лиме на борт рейса 386 были загружены продукты питания, заражённые бактерией «холерный вибрион», возбуждающей холеру.

## Самолёт
Boeing 747-287B (регистрационный номер LV-MLR, заводской 21727, серийный 404) был выпущен в 1979 году (первый полёт совершил 5 октября). 26 октября того же года был передан авиакомпании Aerolíneas Argentinas. Оснащён четырьмя турбовентиляторными двигателями Pratt & Whitney JT9D.

## Хронология инцидента

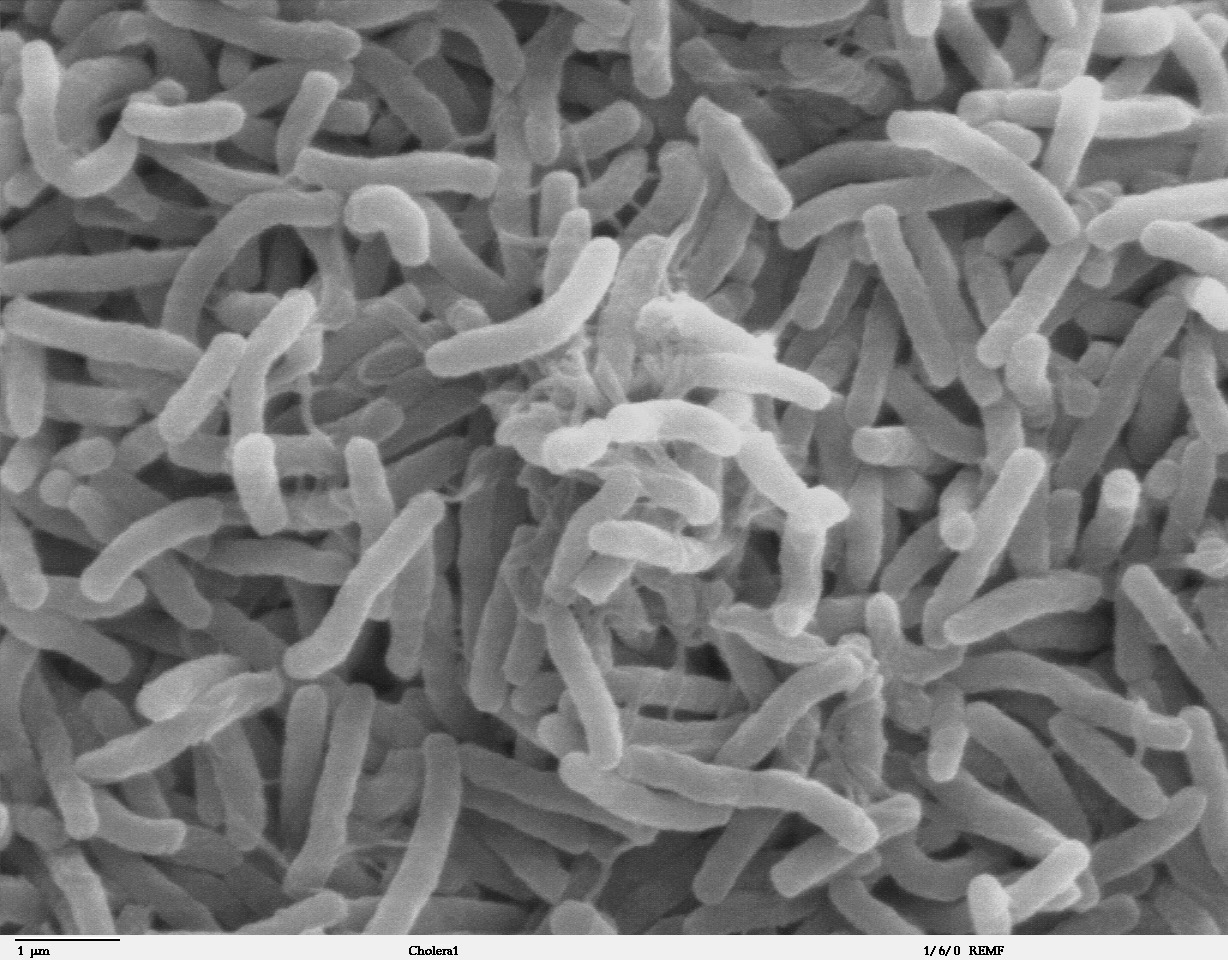
Холерный вибрион (изображение с растрового электронного микроскопа)

14 февраля 1992 года в Лос-Анджелес (США) прибыл рейс AR386 авиакомпании Aerolíneas Argentinas, вылетевший из Буэнос-Айреса (Аргентина) с запланированной промежуточной посадкой в Лиме (Перу). Его выполнял самолёт Boeing 747-287B борт LV-MLR, на его борту находились 20 членов экипажа и 336 пассажиров. Из 336 пассажиров Лос-Анджелес был конечным пунктом назначения для 297; ещё 2 пассажира должны были уехать в Канаду, остальные 37 — в Японию.
Зараженные креветки попали на борт рейса 386 в Лиме, через год после начала вспышки холеры в Перу. У 5 пассажиров признаки болезни проявились сразу после посадки в аэропорту Лос-Анджелеса. Через несколько дней число заболевших выросло до 76. 1 из них, 71-летний мужчина, умер.
К 4 марта 172 пассажира и 1 член экипажа сдали анализы на холеру. Из 76 человек, у которых обнаружили холеру, все, за исключением двоих, сидели в эконом-классе; пассажиры же бизнес-класса ели по меню, отличающемуся от меню эконом-класса. К 5 марта сотрудники Департамента здравоохранения округа Лос-Анджелес установили, что бактерия, вызывающая холеру, содержалась в креветках.
Несмотря на то, что перуанский поставщик, поставлявший продукты питания авиакомпании Aerolíneas Argentinas в Лиме, в тот же день также оказывал услуги другим авиакомпаниям, и несмотря на то, что ни о каких-либо других случаях заболевания не сообщалось, Aerolíneas Argentinas обвинила его в попадании заражённой еды в самолёт. Это привело к разногласиям, которые в конечном итоге закончились тем, что все авиакомпании запретили полёты над территорией Перу.

## Расследование, последующие события
Расследование, проведенное Управлением по санитарному надзору за качеством пищевых продуктов и медикаментов, выявило несоблюдение правил безопасности.
Международная организация гражданской авиации (ICAO) заявила, что контроль за качеством бортового питания остаётся за авиакомпаниями, а не за компаниями-поставщиками.
В 1995 году Всемирная организация здравоохранения в консультации с ICAO и Международной морской организацией разработала чёткие соглашения об управлении рисками передачи холеры и других инфекционных заболеваний воздушными и морскими путями. В 1998 году это привело к совершенствованию процедур дезинфекции самолётов.
Для контроля за бортовым питанием была образована Международная ассоциация туристического кейтеринга, но в 2014 году она была расформирована.

## Дальнейшая судьба самолёта
Boeing 747-287B борт LV-MLR после инцидента продолжил эксплуатироваться авиакомпанией Aerolíneas Argentinas. В 2006 году был поставлен на хранение в аэропорту Эсейса в Буэнос-Айресе. В 2015 году порезан на металлолом.